# Éric Charden
Jacques-André Puissant alias Éric Charden, nacido el 15 de octubre de 1942 en Haïphong en la Indochina francesa (actual Vietnam) y fallecido el 29 de abril de 2012 en el hôpital Saint-Louis de París, fue un autor-compositor y cantante francés.

## Biografía
Éric Charden nació en Hải Phòng, en Tonkín (norte del actual Vietnam), de padre francés y madre tibetana (a la que Indochine 42 rinde homenaje). Sus primeros siete años de vida transcurrieron en Tonkín, abandonando el país junto con su madre rumbo a Marsella: su padre, ingeniero-jefe de puertos de Francia y de ultramar, se queda en el lugar hasta 1954, tras conseguir Indochina la independencia, momento en el que regresa a Francia. Tras haber obtenido el bachillerato, se establece en París para continuar sus estudios. Decidió dedicarse en cuerpo y alma a su pasión, la música. Éric Charden encadena pequeños trabajos para ganarse la vida.

## Carrera
El azar le abrió las puertas del negocio del espectáculo a raíz de un encuentro con Pierre Bourgeois, anterior presidente de Pathé-Marconi, así logró editar su primer disco de 45 rpm, que constaba de  cuatro canciones: Symphonie en bleu – Casoar / Toi - Quatre cent vingt en 1963. Durante ese mismo año, fue recompensado con el primer premio del festival de Enghien por la canción Le printaniste, poco tiempo después lanza su primer álbum, J'ai la tête pleine de Provence, en 1963. Dos años después, conoció su primer éxito con Amour limite zéro.
A diferencia de numerosas vedettes francesas de los años 196x, que adaptan y reescriben canciones anglo-sajonas, prefirió crearse un repertorio propio, inspirándose en nuevos sonidos.
En enero de 1966, en Écuries du Lion d’Argent, se hizo miembro del jurado de elección de Miss Beatnik, donde conoció a la ganadora Annie Gautrat, de dieciocho años recién cumplidos, con la que volverá a coincidir poco después de regresar de una estancia en Inglaterra. Charden escribió dos canciones propias y adaptó dos de los Beatles para el primer disco de 45 rpm de Annie, renombrada Stone por su peinado inspirado en el del guitarrista de los Rolling Stones, Brian Jones. Al poco tiempo se casaron.
Paralelamente a su carrera de cantante, decide asimismo ocuparse de la de su esposa,  y empieza también a componer para Johnny Hallyday, Sheila, Sylvie Vartan, Dalida y en particular para Monty, con la que escribe Le monde est gris, le monde est bleu, lanzado en 1967 , y esto le permitirá internacionalizarse, al interpretar también en italiano, español y alemán. En 1967, compone para Claude François la canción Mais quand le matin.
En 1970, pone rumbo a Quebec , donde canta Montréal; el éxito está en el encuentro.

Éric Charden, durante su carrera solista en 1970, en Ámsterdam.
Entre 1971 y 1975, Stone et Charden, que habían formado dúo, tamizaron las escenas de Francia y acumularon éxitos y discos de oro. Convertidos en un fenómeno social, sin querer transmitieron  la imagen de la felicidad perfecta. El nacimiento de su hijo Baptiste en julio de 1972, reforzó simplemente esta imagen. Sin embargo, Éric Charden no quiere quedarse encerrado en un estilo de dúo y saca en 1974 el álbum 14 ans, les Gauloises, escrito con Guy Bontempelli.
En 1975, junto con Guy Bontempelli como libretista, creó la comedia musical Mayflower (la historia del buque Mayflower, en su rumbo hacia el Nuevo Mundo, en 1620, los primeros emigrantes británicos), comedia estrenada en Washington, después representada con éxito durante dos años en el Teatro de la Porte Saint-Martin: con Stone, su nueva compañera Pascale Rivault, Christine Delaroche, Patrick Topaloff, y en la que debutaron, entre otros, Roland Magdane, Terry Brossard (Rascal Poupon), Grégory Ken (Chagrin d'amour), Roger Mirmont (Gaston Lagaffe), Gérard Wagner, Michel Elias, etc.
Asimismo, concibió dos comedias musicales más: L'Opéra vert, y Más allá de los límites de la realidad, que se toparon con problemas de producción y de las que quedan los discos. 
Terminando los años 1970, a semejanza de Claude François, incorpora elementos de música disco en algunos de sus éxitos, tales como L'Été s'ra chaud (1979).
En tándem con Didier Barbelivien, asimismo dio diversidad a su paleta de compositor, creando e interpretando los temas musicales franceses de series japonesas de ciencia ficción, destacando la célebre serie de dibujos animados Capitán Harlock en 1979 (por el cual también se le denomina « Albator »), así como la imagen Sankuokai , en 1980. Sin haber sido mediatizados con su nombre, los genéricos disco de estas series futuristas han echado raíces en la memoria de francófonos nacidos durante los años 1970. A la vuelta de los años 2000, por lo demás será  abiertamente asociado al fenómeno cultural nostálgico de « revival catódico » para jóvenes treintañeros, a menudo denominada por la expresión «Generación Albator». Por esta razón, en 1999, Charden lanza un nuevo genérico de Albator con una instrumentación dance titulada Albator 2000.
En 2001 salió La Baraque au néon, cuento onírico y surrealista sobre el tema del nacimiento y del renacimiento, al igual que El mundo es gris, el mundo es azul, colección de máximas, de aforismos, acompañados de ilustraciones. En 2007, integra la temporada 2 de la gira Âge tendre et Têtes de bois, en la que canta con Stone y también presenta sus propias canciones. El dúo continúa la gira hasta 2010, ya que participan en las temporadas 3 y 4.
Stone et Charden en 2007.
En enero de 2012, con Stone, es nombrado caballero de la Orden nacional de la Legión de honor. Ese mismo año firma con el marchante Cortade Art un contrato de exclusividad para la exposición de sus diversas obras gráficas: «fracturas», pinturas, dibujos, pasteles, en lo sucesivo expuestas en Europa, en los Estados Unidos, en China. En abril, presenta a los medios su nuevo álbum con Stone, Made in France, retomando célebres duetos. En mayo, presenta su relato autobiográfico: Tinta sobre los dedos, escrito con la colaboración de Alain Vernassa.

### Muerte
Le diagnosticaron la enfermedad de Hodgkin al final de 2010.
Éric Charden muere el 29 de abril de 2012 de un linfoma después de cuatro tratamientos de quimioterapia.

## Vida personal
Tiene tres hijos: Baptiste con su primera esposa, Annie Gautrat, de la que se separó en 1975; Maxime, con Pascale Rivault; después Nolwenn, nacida en 1998, con Bénédicte, su compañera en aquel tiempo, de la que obtuvo la custodia exclusiva en 2000.
En junio de 2001 volvió a casarse, con Gabrielle.

## Discografía

### Álbumes (1964-2012)
| Año  | Álbum                                              | Sello                 |
| 1964 | J'ai la tête pleine de Provence                    | Véga                  |
| 1965 | Amour limite zéro                                  | Decca                 |
| 1968 | Le monde est gris, le monde est bleu (compilation) | Decca                 |
| 1969 | La Chine                                           | Decca                 |
| 1970 | L'Enfant aux soldats                               | Decca                 |
| 1974 | 14 ans, les Gauloises                              | Charles Talar Records |
| 1976 | C'est boum la vie                                  | Charles Talar Records |
| 1977 | Pense à moi                                        | AZ                    |
| 1978 | Promène                                            | Charles Talar Records |
| 1980 | J't'écris                                          | Charles Talar Records |
| 1981 | Au milieu…                                         | Charles Talar Records |
| 1984 | D'amour                                            | Carrère               |
| 1992 | Je rocke ma vie                                    | Flarenasch            |
| 1995 | Indochine 42                                       | Arcade                |
| 2002 | Le Magnifique Mensonge                             | Sun Records           |
| 2003 | J'suis snob                                        | Sony Music Media      |
| 2007 | Amalavague                                         | Sterne                |
| 2012 | Made in France (avec Stone)                        | Warner France         |

### 45 rpm y CD sencillos
45 rpm : de 1963 a 1969
| Año  | Cara A1-A2 / Cara B1-B2 (o Cara A/Cara B)                                                                 | Mejor posición | Casa discográfica  |
| Año  | Cara A1-A2 / Cara B1-B2 (o Cara A/Cara B)                                                                 | FRANCIA        | Casa discográfica  |
| 1963 | Symphonie en bleu - Casoar / Toi - Quatre cent vingt et un                                                | —              | Ricordi - Week End |
| 1963 | Le printaniste - À Nathalie / Les larmes - Dans le soleil                                                 | —              | Ricordi - Week End |
| 1964 | Le voleur d’amourettes / Je t’ai perdue                                                                   | —              | Véga               |
| 1964 | Les roses et les lilas - Ça fait du bruit / On se reverra - Et puis après                                 | —              | Véga               |
| 1964 | J’ai la tête pleine de provence - La petite histoire / Je t’ai perdue - L’amour qui va, l’amour qui vient | —              | Véga               |
| 1965 | Les amoureux - Le temps passé / Ah ! Que t’es belle, Marie - Noé                                          | —              | Decca              |
| 1965 | Amour limite zéro - Juste pour quelques sous / 8 décembre - Question                                      | —              | Decca              |
| 1966 | À la une - Le retour / Ce n’est pas vrai - Je te veux                                                     | —              | Decca              |
| 1966 | Claudie - S’il fallait / Pas question - Va-t-en de ma vie                                                 | —              | Decca              |
| 1966 | Je ne fume pas - Il ne faut plus y penser / Insomnie - J’ai besoin d’elle                                 | —              | Decca              |
| 1967 | Monsieur Henri - L’homme de cristal / Sans cœur - Tante Agathe                                            | —              | Decca              |
| 1967 | Josie Kassane - Je ne ressemble à personne / Marquée dans la main - Avec elle                             | —              | Decca              |
| 1967 | Le monde est gris, le monde est bleu - Viva Mona / Le ballon rouge - Ave Maria                            | 6              | Decca              |
| 1968 | Si tu m’aimes (comme je t'aime) - Comme une femme / La petite orange - Jolie Dolly                        | —              | Decca              |
| 1968 | Il y a mille façons de dire je t’aime / Elle est partie                                                   | —              | Decca              |
| 1968 | Soudain en plein été - La nuit je me souviens / Excuse-moi - L’homme à la guitare d’or                    | —              | Decca              |
| 1968 | Sauve-moi / Petite fille                                                                                  | —              | Decca              |
| 1969 | La Chine (l’oiseau de Chine) - La nuit / Rebecca - La vie                                                 | —              | Decca              |
| 1969 | Sorrow is my name / Colour the world                                                                      | —              | Decca              |
| 1969 | Bienvenue / Et tu es née                                                                                  | —              | Decca              |
| 1969 | Ciao Maria / Lili dit Lou                                                                                 | —              | Decca              |
| 1969 | Papy mamy / C’est si haut                                                                                 | —              | Decca              |

45 rpm: de 1970 a 1979
| Año  | Cara A / Cara B                                                  | Mejor posición | Casa discográfica     |
|      |                                                                  | FRANCIA        |                       |
| 1970 | Doux, c’est doux / Ma France                                     | —              | Decca                 |
| 1970 | Et le visage qui voyage / Même l’amour                           | —              | Decca                 |
| 1971 | Accroche ton wagon à une étoile / Imagine le gulf stream         | —              | AMI Records           |
| 1971 | Yamaha / Sois gentille                                           | —              | Disc’AZ               |
| 1974 | 14 ans, les Gauloises / Marie, Marie                             | 7              | Charles Talar Records |
| 1974 | 14 ans, les Gauloises / Je te ferai un garçon                    | 7              | Charles Talar Records |
| 1975 | … Tout va commencer / Coton                                      | —              | Charles Talar Records |
| 1976 | Elle sortait de l’ordinaire / Vieillir dans les années 75        | —              | Charles Talar Records |
| 1976 | J’t’aime bien / Imagine                                          | —              | Charles Talar Records |
| 1976 | C’est boum la vie / Mon p’tit amour d’rien du tout               | —              | Charles Talar Records |
| 1977 | Joue contre joue, 16 ans 16 ans / Je t’aime                      | 18             | AZ Records            |
| 1977 | Pense à moi / Surtout danser                                     | 7              | AZ Records            |
| 1978 | Lucie / La petite fille électrique                               | —              | Charles Talar Records |
| 1978 | Pardonne (ou l’amour graffiti) / Je l’aime comme on aime un bébé | 16             | Charles Talar Records |
| 1979 | Promène / Cœur brisé                                             | —              | Charles Talar Records |
| 1979 | L’été s’ra chaud / J’aurais aimé être une femme                  | 5              | Charles Talar Records |
| 1979 | Albator, le corsaire de l’espace / La bataille d’Albator         | —              | Charles Talar Records |

45 rpm y CD Sencillos : de 1980 a 2011
| Año  | Cara A / Cara B | Cara A / Cara B                                                                                  | Cara A / Cara B | Mejor posición | Casa discográfica                           |                                             |
|      |                 |                                                                                                  | FRANCIA         |                |                                             |                                             |
| 1980 | 1980            | Allume / Sexy                                                                                    | —               | —              | Charles Talar Records / EMI / Pathé-Marconi | Charles Talar Records / EMI / Pathé-Marconi |
| 1980 | 1980            | Félicien / Allez bijou                                                                           | —               | —              | Charles Talar Records / EMI / Pathé-Marconi | Charles Talar Records / EMI / Pathé-Marconi |
| 1980 | 1980            | Les mots qui m’font chanter / T’as un air de France                                              | —               | —              | Charles Talar Records / EMI / Pathé-Marconi | Charles Talar Records / EMI / Pathé-Marconi |
| 1981 | 1981            | Lilas, Lilas / Deux fils                                                                         | —               | —              | Charles Talar Records / EMI / Pathé-Marconi | Charles Talar Records / EMI / Pathé-Marconi |
| 1981 | 1981            | Ça m’arrive encore / La terre est bleue comme une orange                                         | —               | —              | Charles Talar Records / EMI / Pathé-Marconi | Charles Talar Records / EMI / Pathé-Marconi |
| 1982 | 1982            | On est tous des idoles / Coupable                                                                | —               | —              | Charles Talar Records / EMI / Pathé-Marconi | Charles Talar Records / EMI / Pathé-Marconi |
| 1982 | 1982            | T’as beau bronzer beau, t’as la marque du maillot / C’est la J…                                  | —               | —              | Charles Talar Records / EMI / Pathé-Marconi | Charles Talar Records / EMI / Pathé-Marconi |
| 1982 | 1982            | San Ku Kaï (Nouvelle chanson originale de la série tv) / La guerre                               | —               | —              | Saban Records / Polydor                     | Saban Records / Polydor                     |
| 1983 | 1983            | L’adolescence / Mourir entre l’une et l’autre                                                    | —               | —              | Charles Talar records / EMI / Pathé-Marconi | Charles Talar records / EMI / Pathé-Marconi |
| 1984 | 1984            | On t’a revue en ville / Et le temps qui s’en fout                                                | —               | —              | Carrère                                     | Carrère                                     |
| 1984 | 1984            | Née pour aimer / L’élégance c’est chic                                                           | —               | —              | Carrère                                     | Carrère                                     |
| 1985 | 1985            | Essaye une fille / Chercheur d’or                                                                | —               | —              | Carrère                                     | Carrère                                     |
| 1987 | 1987            | Épinglée en bleu / Juste au milieu                                                               | —               | —              | Zélidre / BMG                               | Zélidre / BMG                               |
| 1987 | 1987            | J’la vois partout / Zoo                                                                          | —               | —              | Zélidre / BMG                               | Zélidre / BMG                               |
| 1987 | 1987            | On vient vous déclarer l’amour ^ / Ouverture (Instrumental d'Éric Charden)                       | —               | —              | CBS France                                  | CBS France                                  |
| 1992 | 1992            | Je rocke ma vie (remix) / Je rocke ma vie 2 / Je rocke ma vie ^^ (maxi CD)                       | —               | —              | Flarenasch / Musidisc                       | Flarenasch / Musidisc                       |
| 1992 | 1992            | Dans le cœur / Elle vit sa vie                                                                   | —               | —              | Flarenasch / Musidisc                       | Flarenasch / Musidisc                       |
| 1996 | 1996            | C'est là, la chanson / La fille d'en face                                                        | —               | —              | CNR France                                  | CNR France                                  |
| 1996 | 1996            | Tout va commencer (duo d'amour) / Mayflower (nouvelle version)                                   | —               | —              | Sony France                                 | Sony France                                 |
| 2000 | 2000            | Albator, le corsaire de l'espace / Instrumental (original) / Albator 2000 / Instrumental (remix) | —               | —              | Animusik / I.D.E.                           | Animusik / I.D.E.                           |
| 2001 | 2001            | Je vous dis je t'aime (radio mix) / Le rien / Je vous dis je t'aime (Version longue)             | —               | —              | Sun Records                                 | Sun Records                                 |
| 2011 | 2011            | Elle dit tout le temps / Une fois (Anita 15)                                                     | —               | —              | Flarenasch - Sound and Vision               | Flarenasch - Sound and Vision               |
|      |                 |                                                                                                  |                 |                |                                             |                                             |

Leyenda :
• Canción interpretada en Cara A solamente por : ^ Baptiste Charden.
• Canción con : ^^ con Phil Manzanera.
• Sobre fondo amarillo: Las mejores posiciones.
• Sobre fondo verde: Posiciones entre el 10º y el 50º lugar.
• Sobre fondo rojo: Al fondo de la clasificación.

### Banda original de comedias musicales
- 1975 :     Mayflower
- 1982 :     L'Opéra vert
- 1982 :     Cinquième dimension

### Banda original de series
Ha escrito y cantado bandas sonoras para las siguientes series de animación: Albator, le corsaire de l'espace, Sankuokai y Onze pour une coupe, así como algunos temas que constituyen sus respecticas bandas originales:
- 1979 :     Capitán Harlock
- 1979 :     La Bataille d'Albator
- 1980 :     Enfant, c'est le matin (Thème d'Eolia)
- 1980 :     Sankuokai
- 1980 :     San Ku Kaï : la guerra
- 1982 :     Onze pour une coupe
- 1999 :     Albator 2000

### Discografía fuera de Francia
Durante su dilatada carrera, a menudo ha tenido la ocasión de cantar en varios idiomas: inglés y especialmente en italiano, en los años 1960 et 70.
En el Reino Unido, en la lengua de Shakespeare, en 1969, interpreta One love, one life en la cara A y Sorrow is my name en la cara B, la cara A está compuesta por Tommy Scott, y la cara B por el trío Charden - Tommy Scott - E.Stevens, un 45 rpm para la cuenta de la discográfica Major Minor (referencia : MM 596).
Asimismo, varios de sus 45 rpm se han vendido en países francófonos como Bélgica o en el continente americano, con éxito en Canadá.
- 45 rpm     editados en Canadá:

| Año  | Cara A / Cara B                  | Casa discográfica |
| 1965 | Il y a longtemps / Laetitia      | London            |
| 1967 | Sans cœur / Monsieur Henri       | London            |
| 1968 | Si tu m'aimes / La petite orange | London            |
| 1969 | Tout est rose / La vie           | London            |

- 45 rpm     editados en Bélgica :

| Año  | Face A / Face B                                  | Casa discográfica |
| 1967 | Le monde est gris, le monde est bleu / Viva Mona | Decca             |
| 1969 | La Chine (l’oiseau de Chine) / Rebecca           | Decca             |
| 1970 | Montréal / L’enfant aux soldats                  | Decca             |

En cuanto a su carrera italiana, esta es una lista no exhaustiva de varios títulos interpretados en italiano, cantados y/o compuestos por Éric Charden, entre los cuales algunos que alcanzaron el éxito:.
- 01 - Se     in fondo al cuore ( Charden-Monty )
- 02 - Il     mondo è grigio il mondo è blu ( G.Calabrese     - É.Charden - J.Monty )
- 03 - Piu     di mille sono i modi per dire ti amo (     Charden - Monty - Paolo Dossena )
- 04 -     Senza te ( Bourgeois - Rivière )
- 05 - La     notte penso a te ( Bernet     - Evangelisti - Ferrali )
- 06 -     Tutto è rosa
- 07 - A     te
- 08 - Tu     sei tu ( Éric Charden - Paolo Dossena )
- 09 - Per     fortuna ( A.Djaqui - Charden - Paolo Dossena     )
- 10 -     Ciao maria
- 11 -     Torna qui
- 12 - Nel     mondo dei sentimenti ( Claudio     "Daiano" Fontana - Gabriele Balducci )
- 13 - Lo     dici e non lo fai ( Daniele Pace - Charden )
- 14 - La     radio suona ( Éric Charden )
- 15 - Io     penso a te ( Charden - Barbelivien/ Charden     - Mario d’Alba )
- 16 -     Cento città (version italienne de L'avventura)
- 17 -     L'amore è sempre
- 18 - May     flower
- 19 - Il     mondo s'è fermato un attimo
- 20 -     Sono nato in un paese
- 21 -     Perdono ( G.Calabrese - É.Charden - J.Monty )
- 45 rpm     editados en Italia :

| Año  | Cara A / Cara B                                                                                     | Casa discográfica |
| 1968 | Il mondo è grigio, il mondo è blu/ Perdono (version italienne Le monde est gris, le monde est bleu) | SIF               |
| 1968 | Se in fondo al cuore / Più di mille sono i modi per dire amo (version italienne de Si tu m'aimes)   | IL                |
| 1969 | Senza te / La notte penso a te                                                                      | IL                |
| 1970 | Per fortuna / Tu sei tu                                                                             | IL                |
| 1971 | Nel mondo dei sentimenti / Lo dici é non lo fai                                                     | CBS Italia        |
| 1977 | La radio suona / Joue contre joue, 16 ans 16 ans                                                    | RCA Italiana      |
| 1978 | Io penso a te (version italienne de Pense à moi) / Travelling man                                   | CBS Italia        |

## Obra literaria
- Le monde est gris, le monde est bleu, Paris, NM7 éditions, 2002 (ISBN 978-2-913973-33-6)
- La Baraque au néon, Paris, J. Attias, 2003 (ISBN 978-2-913973-38-1)

Recital autobiográfico, escrito con la colaboración de Alain Vernassa:
- De l'encre sur les doigts, éditions Didier Carpentier, 2012 (ISBN 978-2-84167-781-8)

### Artículo vinculado
- Stone et Charden

- Datos: Q288070
- Multimedia: Éric Charden / Q288070